# Боброво (Думиничский район)
Бобро́во — село в Думиничском районе Калужской области России, на речке Бобровке. Входит в Сельское поселение «Село Брынь».

## История
Село Боброво Козельского уезда впервые упоминается в 1610 г. В 17 веке — бортное село Дудинской великого государя дворцовой волости. Церковь освящена в честь Святого Николая Мирликийского. В состав прихода входила (до 1740) д. Вертное.
В 18 веке — владение графов Брюсов, в 19 веке — помещиков Лазаревых.
С 1920-х — центр Бобровского сельсовета (с 1929 — Думиничский район). Перед войной — 160 дворов.
Бобровский сельсовет в 1954 г. присоединен к Брынскому.
Колхоз в с. Боброво назывался «Оборона страны». В 1950 к нему присоединили д. Александровку. На Бобровской МТФ на начало 1959 г. было 74 коровы.
В сентябре 1959 колхоз «Оборона страны» объединился с сельхозартелью им. Куйбышева (Брынь). С 1965 — в составе совхоза «Брынский». В 1976 Бобровское отделение (Боброво и Александровка)передано районной конторе «Заготскот» (с 1983 — совхоз «Думиничский», затем СПК «Луч», ликвидирован в 2004 г.).
До 2008 г. в Боброве располагалась воинская часть Козельской дивизии.

## Храм святого Николая
Боброво, вероятно, было основано сразу как село — с церковью. Храм несколько раз отстраивался заново: например, в 1779 г. после пожара.
В 1838 вместо деревянной построена кирпичная однопрестольная церковь с колокольней, перестроена в 1909 на средства помещицы Н. В. Толстой, мещанина Д. А. Бессонова и прихожан. Закрыта в 1930-е гг. и позже разрушена. Сохранилась трёхъярусная колокольня, оставшаяся от перестройки 1909.
В 1930—1931 в бобровском храме Николая Мирликийского служил священником преподобномученик Евфимий (Любовичев).